# Acq (Pas-de-Calais)
Pour les articles homonymes, voir Acq.
Acq est une commune française située dans le département du Pas-de-Calais en région Hauts-de-France. Ses habitants sont appelés les Acquois.
La commune fait partie de la communauté urbaine d'Arras qui regroupe 46 communes et compte 109 776 habitants en 2021.

## Géographie

### Localisation
Le territoire de la commune est limitrophe de ceux de six communes.
Les communes limitrophes sont  Camblain-l'Abbé, Frévin-Capelle, Haute-Avesnes, Mont-Saint-Éloi et Villers-au-Bois.

### Géologie et relief
La superficie de la commune est de 4,86 km2 ; son altitude varie de 77  à   145 mètres.

### Hydrographie
Le territoire de la commune est situé dans le bassin Artois-Picardie.
La commune est traversée par la rivière Scarpe, cours d'eau naturel non navigable de 26,8 km qui prend sa source dans la commune de Tincques et se jette dans la Scarpe canalisée au niveau de la commune de Saint-Nicolas.

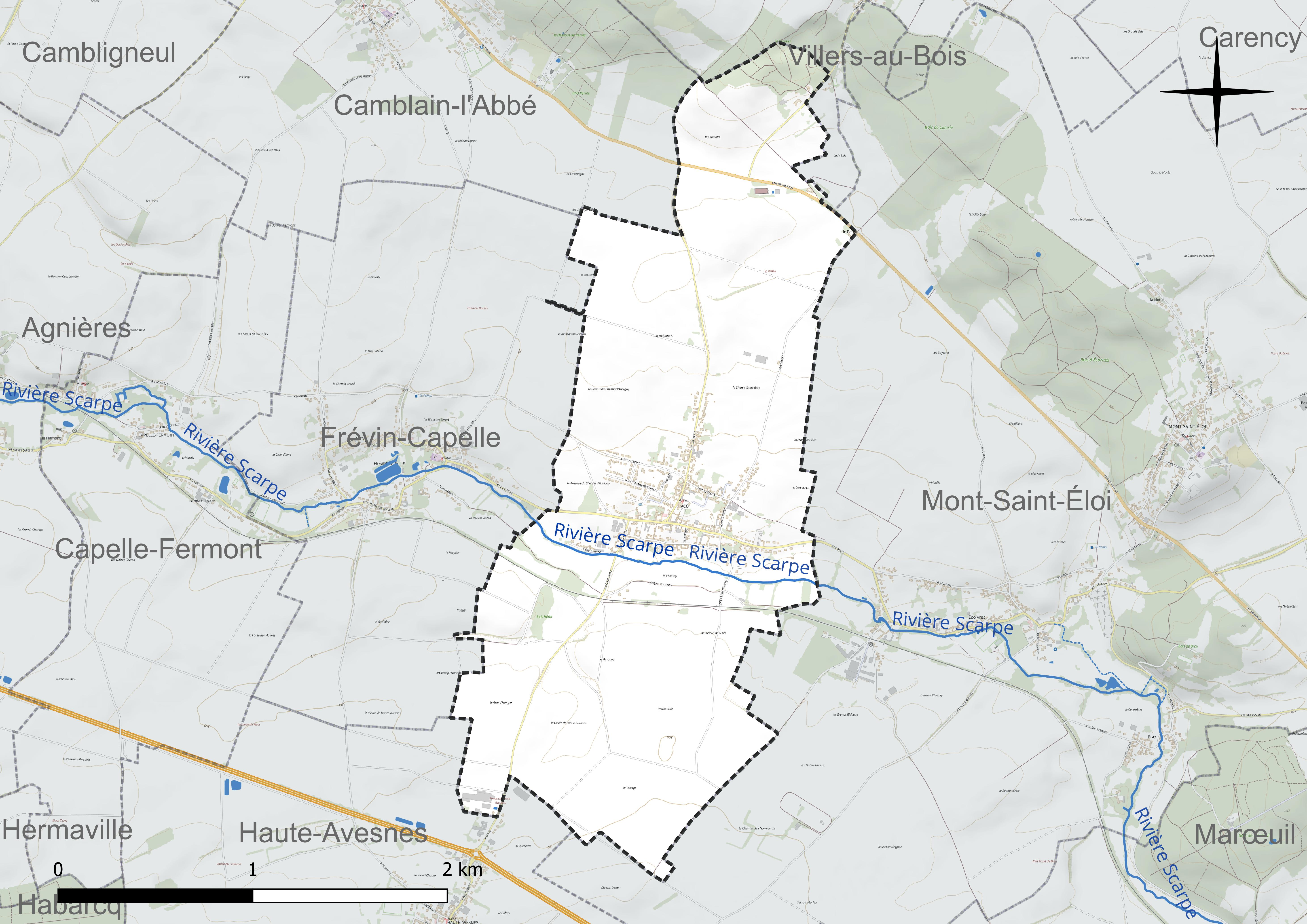
Réseau hydrographique d'Acq.

### Climat
Pour des articles plus généraux, voir Climat des Hauts-de-France et Climat du Pas-de-Calais.
En 2010, le climat de la commune est de type climat océanique dégradé des plaines du Centre et du Nord, selon une étude du CNRS s'appuyant sur une série de données couvrant la période 1971-2000. En 2020, Météo-France publie une typologie des climats de la France métropolitaine dans laquelle la commune est exposée à un climat océanique et est dans la région climatique Nord-est du bassin Parisien, caractérisée par un ensoleillement médiocre, une pluviométrie moyenne régulièrement répartie au cours de l’année et un hiver froid (3 °C).
Pour la période 1971-2000, la température annuelle moyenne est de 10,2 °C, avec une amplitude thermique annuelle de 14,2 °C. Le cumul annuel moyen de précipitations est de 789 mm, avec 12 jours de précipitations en janvier et 8,9 jours en juillet. Pour la période 1991-2020, la température moyenne annuelle observée sur la station météorologique la plus proche, située sur la commune de Saulty à 17 km à vol d'oiseau, est de 10,4 °C et le cumul annuel moyen de précipitations est de 899,7 mm,. Pour l'avenir, les paramètres climatiques de la commune estimés pour 2050 selon différents scénarios d'émission de gaz à effet de serre sont consultables sur un site dédié publié par Météo-France en novembre 2022.

### Milieux naturels et biodiversité

#### Zones naturelles d'intérêt écologique, faunistique et floristique
L’inventaire des zones naturelles d'intérêt écologique, faunistique et floristique (ZNIEFF) a pour objectif de réaliser une couverture des zones les plus intéressantes sur le plan écologique, essentiellement dans la perspective d’améliorer la connaissance du patrimoine naturel national et de fournir aux différents décideurs un outil d’aide à la prise en compte de l’environnement dans l’aménagement du territoire.
Le territoire communal comprend deux ZNIEFF de type 1 : 
- le coteau boisé de Camblain-l'Abbé et de Mont-Saint-Éloi, d’une superficie de 729 hectares et d'une altitude variant de 84  à   166 mètres. Cette ZNIEFF est composée de bois plus ou moins pentus. Dans le bois d’Écoivres, une couche géologique du Landénien continental affleure au sommet, avec un sol constitué de sables fins et de blocs de grès, grès qui a été exploité dans le bois d’Écoivres[10] ;
- la  haute vallée de la Scarpe entre Frévin-Cappelle et Anzin-St-Aubin, le bois de Maroeuil et la vallée du Gy en aval de Gouves. Cette ZNIEFF, d’une superficie de 702 hectares et d'une altitude variant de 60 à 115 mètres, s'inscrit dans une région agricole, dans une plaine dénudée avec deux vallées verdoyantes, celles de la Scarpe et du Gy[11].

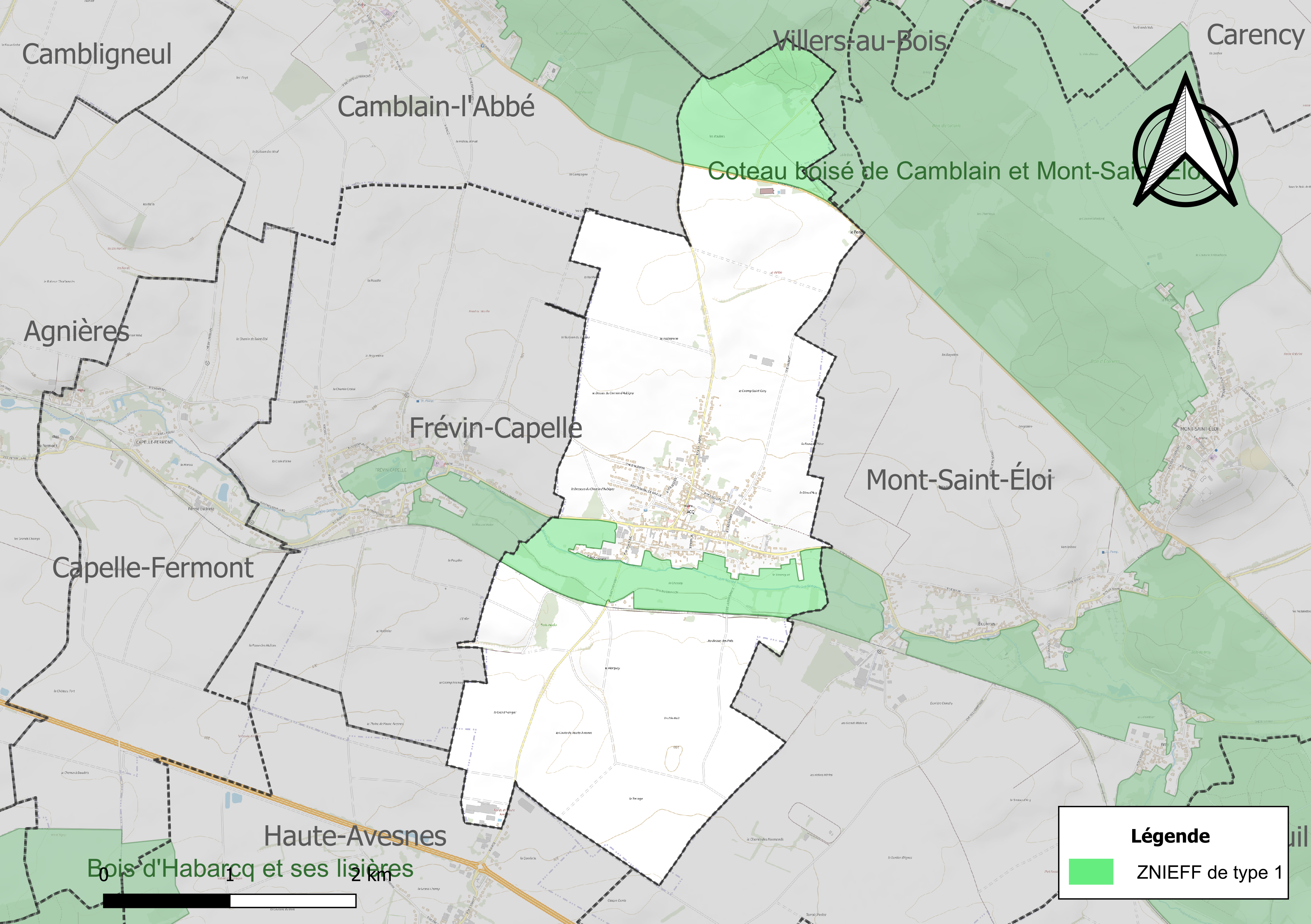
Carte des ZNIEFF sur la commune.

## Urbanisme

### Typologie
Au 1er janvier 2024, Acq est catégorisée bourg rural, selon la nouvelle grille communale de densité à sept niveaux définie par l'Insee en 2022.
Elle est située hors unité urbaine. Par ailleurs la commune fait partie de l'aire d'attraction d'Arras, dont elle est une commune de la couronne,. Cette aire, qui regroupe 163 communes, est catégorisée dans les aires de 50 000 à moins de 200 000 habitants,.

### Occupation des sols
L'occupation des sols de la commune, telle qu'elle ressort de la base de données européenne d’occupation biophysique des sols Corine Land Cover (CLC), est marquée par l'importance des territoires agricoles (88,6 % en 2018), en diminution par rapport à 1990 (90,9 %). La répartition détaillée en 2018 est la suivante : 
terres arables (74,3 %), prairies (14,3 %), zones urbanisées (9,2 %), forêts (2,2 %). L'évolution de l’occupation des sols de la commune et de ses infrastructures peut être observée sur les différentes représentations cartographiques du territoire : la carte de Cassini (XVIIIe siècle), la carte d'état-major (1820-1866) et les cartes ou photos aériennes de l'IGN pour la période actuelle (1950 à aujourd'hui).

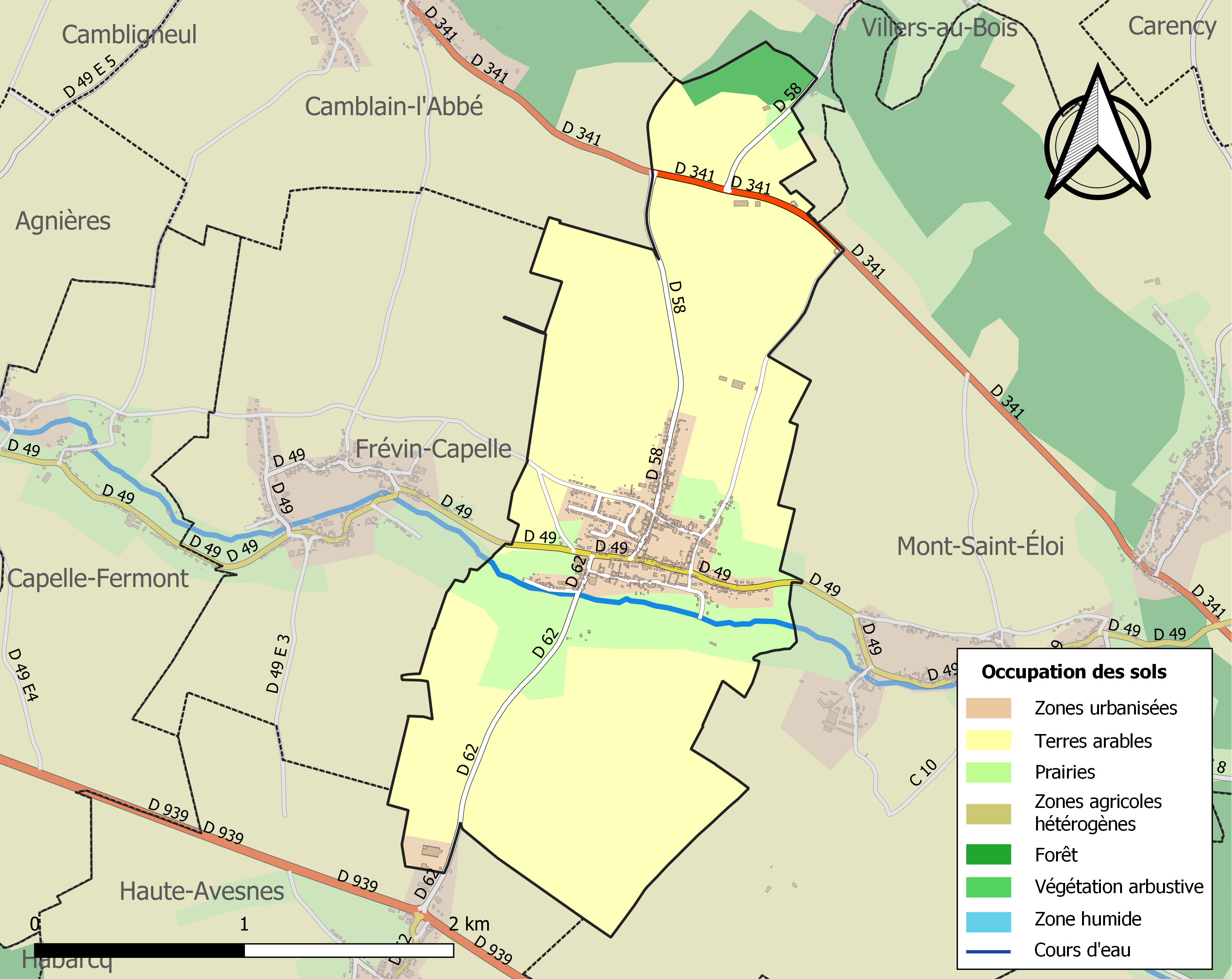
Carte des infrastructures et de l'occupation des sols de la commune en 2018 (CLC).

## Toponymie
Le nom de la localité est attesté sous les formes Asc en 1104, Aesc en 1154 dans le cartulaire du chapitre d'Arras, Aesch entre 1154 et 1159 dans le même cartulaire, Asch 1220, Ack au XIIIe siècle, Aasc en 1258, Aasch en 1261, Asck en 1305, Asq en 1430, Asques en 1570,.
Du germanique ask (frêne).
As en flamand.

## Histoire
Acq est cité une première fois en 862, au sujet d'un combat entre Bauduin de Fer, forestier de Flandre et les troupes du roi de France Charles le Chauve (Juxta Ascum).
Bauduin avait enlevé Judith, la fille de Charles le Chauve, son suzerain. Vaincu par son vassal, certaines personnes avaient regardé les deux grandes pierres, plus connues sous le nom de Pierres Jumelles comme un trophée en souvenir de la victoire de Bauduin.
Acq est cité, une seconde fois, en 1269, pour une exécution judiciaire qui démontre les rivalités entre les différents pouvoirs sur une même commune.
Les gens du comte de Saint-Pol avaient brûlé la maison d'un criminel et le lendemain, ce fut au tour des gens du comte d'Artois de brûler deux autres maisons afin de ne pas laisser empiéter ses droits.
Acq a toujours été la propriété des seigneurs d'Ecoivres : les d'Oisy (jusqu'au début du XVIe siècle), les Longueval, les Soissons-Moreuil. Puis en 1670, la seigneurie d'Acq ainsi que celle d'Ecoivres furent vendues à Antoine-Guillaume Mathon, écuyer, receveur des États d'Artois. En 1743, le dernier Mathon mourut en laissant trois filles. L'une d'elles, Jeanne Mathon, épousa Alexandre François Ignace de Brandt de Galametz dont le fils était seigneur d'Ecoivres à la Révolution.
Lors de la bataille de l'Artois (mai-juin 1915), un des affrontements de la Première Guerre mondiale, Acq, située à l'arrière du front, accueille des soldats relevés du front, par exemple en juin 1915. Pendant cette période de cantonnement, les troupes restent en cantonnement d'alerte, récupèrent, se livrent à des opérations de nettoyage de leurs équipements et suivent des périodes d'instruction, d'entrainement à la marche. On retrouve également des soldats qui bivouaquent à Wanquetin, Frévin-Capelle.
Des troupes séjournent dans les mêmes lieux au début septembre 1915, peu de temps avant la  3e bataille de l'Artois.

Seconde Guerre mondiale
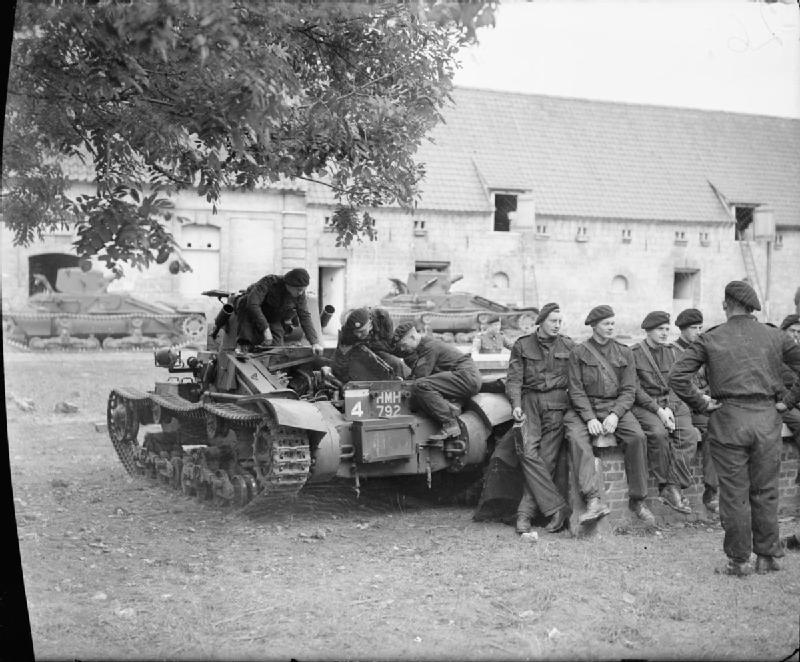
L"armée britannique du 4th Royal Tank Regiment
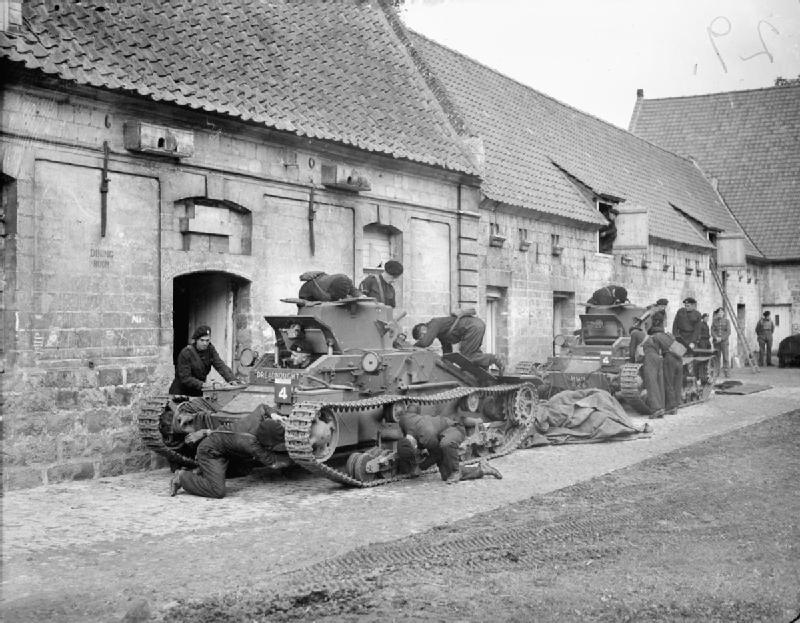
…dans une cour de ferme d'Acq.

## Politique et administration

### Découpage territorial
La commune se trouve dans l'arrondissement d'Arras du département du Pas-de-Calais.

#### Commune et intercommunalités
La commune est membre de la communauté urbaine d'Arras.

#### Circonscriptions administratives
La commune est rattachée au canton d'Arras-1.

#### Circonscriptions électorales
Pour l'élection des députés, la commune fait partie de la deuxième circonscription du Pas-de-Calais.

### Élections municipales et communautaires

#### Liste des maires
| Période  | Période                     | Identité              | Étiquette | Qualité                  |
| -------- | --------------------------- | --------------------- | --------- | ------------------------ |
| 1791     | 1797                        | Pierre Guislain Génel |           |                          |
| 1797     | 1831                        | Albert Dufour         |           |                          |
| 1831     | 1833                        | Jean-Baptiste Génel   |           |                          |
| 1833     | 1863                        | Louis Bacqueville     |           |                          |
| 1863     | 1875                        | Nicolas Allart        |           |                          |
| 1875     | 1887                        | Louis Cuvellier       |           |                          |
| 1887     | 1917                        | Benoit Gernez         |           |                          |
| 1917     | 1929                        | Alexandre Wartel      |           |                          |
| 1929     | 1942                        | Armant Cuisinier      |           | Cultivateur              |
| 1942     | 1971                        | Ernest Cuvellier      |           |                          |
| 1971     | 1989                        | George Lécuyer        |           | Commerçant               |
| 1989     | 1995                        | Roger Follet          |           | Enseignant à la retraite |
| 1995     | mai 2020                    | Jean-Pierre Delcour   |           | Enseignant à la retraite |
| mai 2020 | En cours (au 19 Avril 2021) | Alain Bartier         |           | Ingénieur                |

## Équipements et services publics

### Justice, sécurité, secours et défense
La commune dépend du tribunal judiciaire d'Arras, du conseil de prud'hommes d'Arras, de la cour d'appel de Douai, du tribunal de commerce d'Arras, du tribunal administratif de Lille, de la cour administrative d'appel de Douai et du tribunal pour enfants d'Arras.

## Population et société
Les habitants de la commune sont appelés les Acquois.

### Démographie

#### Évolution démographique
L'évolution du nombre d'habitants est connue à travers les recensements de la population effectués dans la commune depuis 1793. Pour les communes de moins de 10 000 habitants, une enquête de recensement portant sur toute la population est réalisée tous les cinq ans, les populations de référence des années intermédiaires étant quant à elles estimées par interpolation ou extrapolation. Pour la commune, le premier recensement exhaustif entrant dans le cadre du nouveau dispositif a été réalisé en 2007.

En 2022, la commune comptait 790 habitants, en évolution de +5,05 % par rapport à 2016 (Pas-de-Calais : −0,72 %, France hors Mayotte : +2,11 %).
| 1793 | 1800 | 1806 | 1821 | 1831 | 1836 | 1841 | 1846 | 1851 |
| ---- | ---- | ---- | ---- | ---- | ---- | ---- | ---- | ---- |
| 250  | 270  | 282  | 363  | 424  | 378  | 411  | 402  | 432  |

| 1856 | 1861 | 1866 | 1872 | 1876 | 1881 | 1886 | 1891 | 1896 |
| ---- | ---- | ---- | ---- | ---- | ---- | ---- | ---- | ---- |
| 444  | 454  | 459  | 450  | 450  | 462  | 494  | 492  | 512  |

| 1901 | 1906 | 1911 | 1921 | 1926 | 1931 | 1936 | 1946 | 1954 |
| ---- | ---- | ---- | ---- | ---- | ---- | ---- | ---- | ---- |
| 507  | 504  | 451  | 487  | 434  | 441  | 409  | 404  | 399  |

| 1962 | 1968 | 1975 | 1982 | 1990 | 1999 | 2006 | 2007 | 2012 |
| ---- | ---- | ---- | ---- | ---- | ---- | ---- | ---- | ---- |
| 394  | 413  | 412  | 457  | 511  | 502  | 456  | 449  | 691  |

| 2017 | 2022 | - | - | - | - | - | - | - |
| ---- | ---- | - | - | - | - | - | - | - |
| 769  | 790  | - | - | - | - | - | - | - |

#### Pyramide des âges
La population de la commune est relativement jeune.
En 2018, le taux de personnes d'un âge inférieur à 30 ans s'élève à 37,7 %, soit au-dessus de la moyenne départementale (36,7 %). À l'inverse, le taux de personnes d'âge supérieur à 60 ans est de 18,3 % la même année, alors qu'il est de 24,9 % au niveau départemental.
En 2018, la commune comptait 386 hommes pour 400 femmes, soit un taux de 50,89 % de femmes, légèrement inférieur au taux départemental (51,5 %).
Les pyramides des âges de la commune et du département s'établissent comme suit.
| Hommes | Classe d’âge | Femmes |
| ------ | ------------ | ------ |
| 0,8    | 90 ou +      | 0,5    |
| 4,2    | 75-89 ans    | 8,0    |
| 12,0   | 60-74 ans    | 11,3   |
| 16,3   | 45-59 ans    | 16,2   |
| 28,5   | 30-44 ans    | 27,0   |
| 11,5   | 15-29 ans    | 11,3   |
| 26,8   | 0-14 ans     | 25,8   |

| Hommes | Classe d’âge | Femmes |
| ------ | ------------ | ------ |
| 0,5    | 90 ou +      | 1,6    |
| 5,6    | 75-89 ans    | 8,9    |
| 16,7   | 60-74 ans    | 18,1   |
| 20,2   | 45-59 ans    | 19,2   |
| 18,9   | 30-44 ans    | 18,1   |
| 18,2   | 15-29 ans    | 16,2   |
| 19,9   | 0-14 ans     | 17,9   |

## Économie

### Revenus de la population et fiscalité
En 2019, dans la commune, il y a 293 ménages fiscaux qui comprennent 790 personnes pour un revenu médian disponible par unité de consommation de 25 550 euros, soit supérieur au revenu de la France métropolitaine qui est de 21 930 euros,.

## Culture locale et patrimoine

### Lieux et monuments
- La chapelle Notre Dame de Lourdes a été érigée en style néo-gothique en 1883 par la famille Cuvellier en mémoire de leur fille Ledoïsca morte à vingt ans.
- Une église dédiée à Saint Géry. Cet édifice religieux est une construction typique de la région de l’Artois. Ce bel édifice rural en pierre blanche avec un larmier et un soubassement en grès datant des XVIe et XVIIe siècles, possède un clocher à tour carée.
- Le château d'Acq. Propriété privée, c'est un magnifique château de style Louis quatorzien. Il se situe à l'entrée de la commune de Villers-au-Bois.
- La salle des fêtes. L'ancienne école privée Jeanne d'Arc, datant de 1899, fut réhabilitée en salle des fêtes[27].
- Le monument aux morts[41].

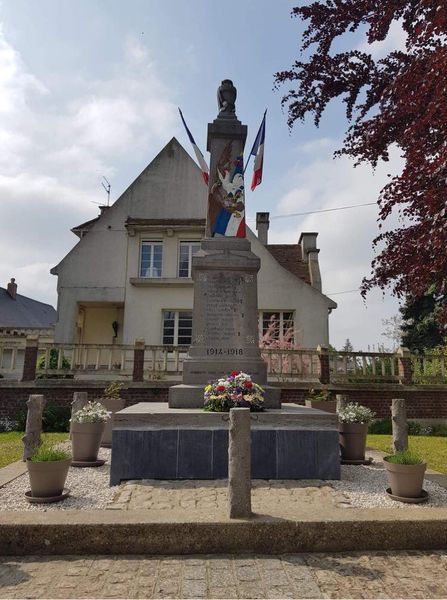
Le Monument aux morts.
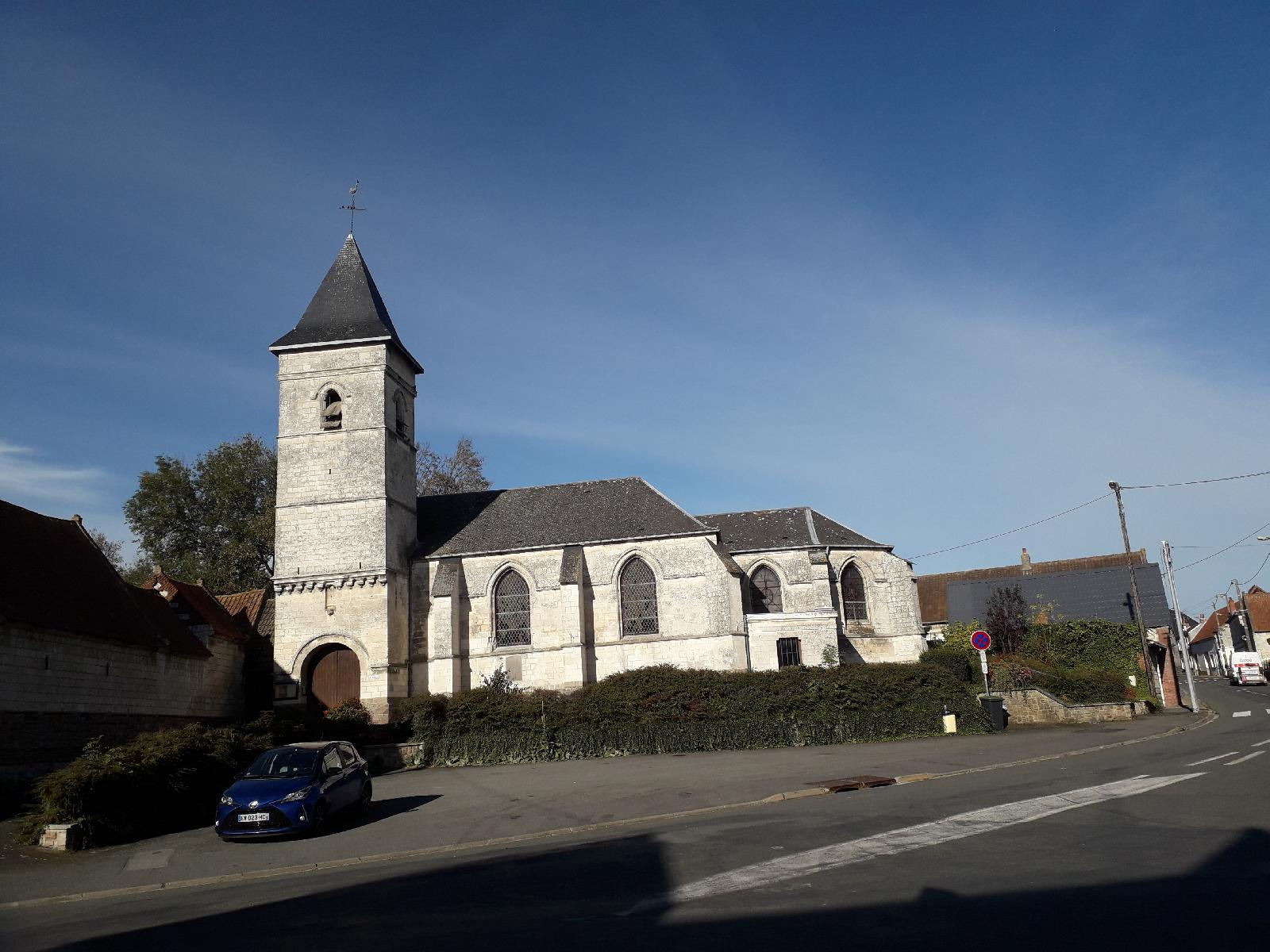
L'Eglise Saint Géry.
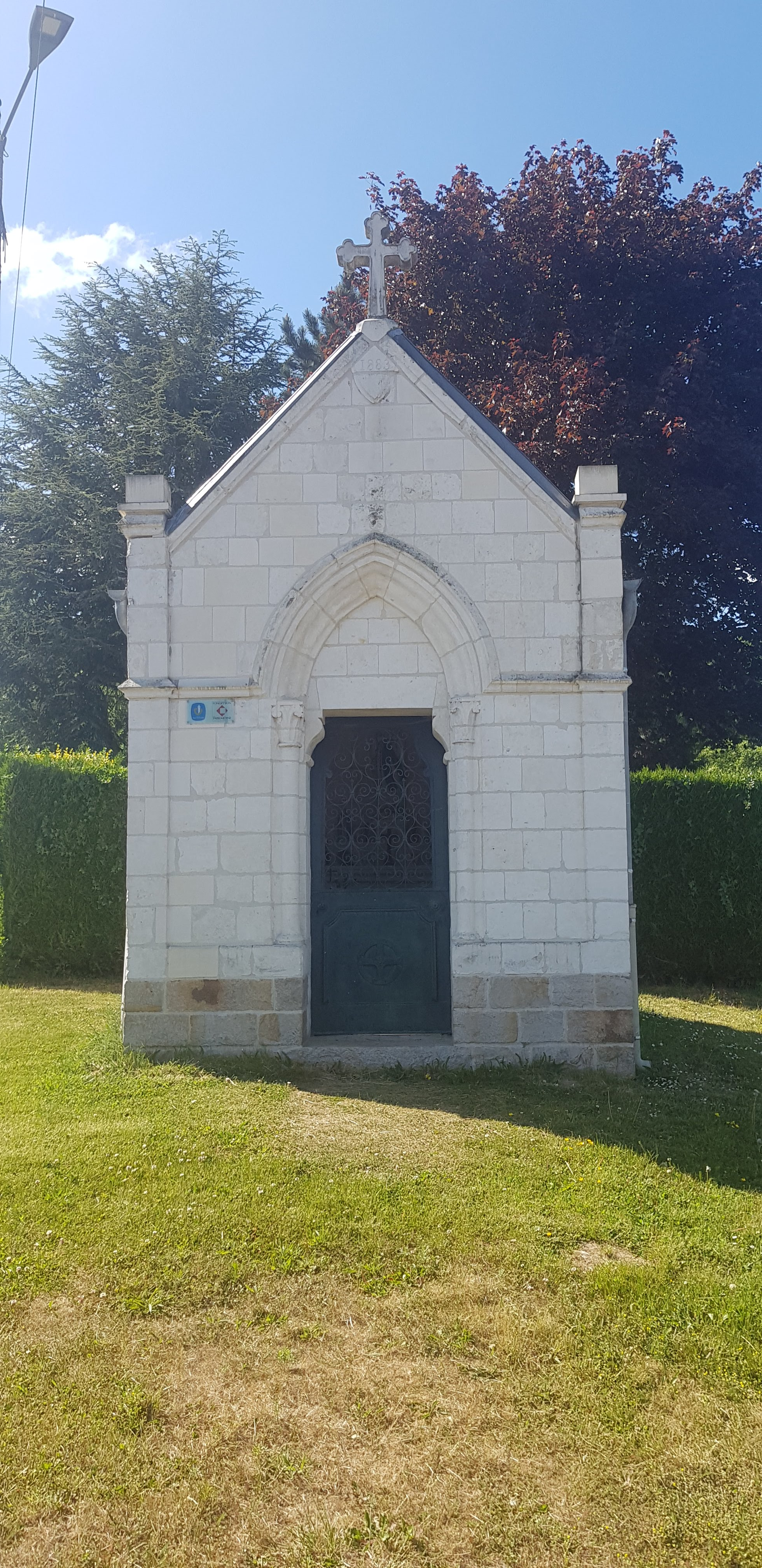
La chapelle Notre Dame de Lourdes.

### Patrimoine culturel
Les "Pourcheaux" d'Acq (les pourceaux d'Acq) était un sobriquet attribué autrefois aux villages d'Acq.
En patois artésien, un "pourcheau" désigne un porc, jeune ou adulte.
Pendant la période révolutionnaire les Maire devaient assister à des réunions se tenant au chef-lieu du canton. Un jour le Maire d'Acq donna pouvoir à son collègue de Villers-au-bois pour le remplacer et voter à sa place. Ce jour il y eut de nombreux votes et chaque fois que le Maire de Villers-au-Bois votait pour son collègue d'Acq, il déclarait à haute voix, en patois: "Pour chaux d'Acq", ce qui veut dire: " Pour ceux d'Acq". L'expression eut un succès inespéré, l'auditoire faisant semblant d'entendre: "Pourcheaux d'Acq". Un pourcheaux d'Acq étant donc un habitant d'Acq.
Une autre explication du sobriquet est que les habitants d’Acq qui fréquentaient les cafés buvaient trop de bière et d’alcool, et devaient sortir souvent pour vomir leur trop plein.

### Héraldique
| Blason de Acq | Blason  | D'azur semé de fleurs de lis d'or, au lion naissant d'argent; à la bordure réduite du même. |
| Blason de Acq | Détails | Le statut officiel du blason reste à déterminer.                                            |

## Pour approfondir